# Saudre (affluent de la Douve)
La Saudre est une rivière française de Normandie, affluent de la Douve en rive droite, dans le département de la Manche.

## Géographie
La Saudre prend sa source dans la commune de Saint-Maurice-en-Cotentin et prend la direction de l'est. Elle se joint aux eaux de la Douve entre Néhou et Saint-Sauveur-le-Vicomte, après un parcours de 14,2 km au sud-ouest de la péninsule du Cotentin.